# آنتون کوتکوف
آنتون سرگئیویچ کوتکوف (انگلیسی: Anto Sergeyevich Kotkov؛ متولد ۲۰ آوریل ۱۹۹۰، پتروزاودسک) یک تکواندوکار روسی است. وی در مسابقات قهرمانی تکواندو جهان ۲۰۱۷ در کلاس سبک‌وزن برنده مدال نقره شد و مسابقات قهرمانی تکواندو جهان در سال ۲۰۱۳ در دسته سبک‌وزن به مدال برنز دست یافت.